# سهام الدباغ
سهام علي الدباغ (17 مارس 1932 - 2 يونيو 2019) هي مناضلة فلسطينية، شغلت منصب رئيس جمعية التراث الفلسطيني في الأردن.

## حياتها

### الولادة والنشأة
ولدت سهام علي الدباغ في 17 مارس 1932 في يافا، المدينة الساحلية الجميلة على البحر الأبيض المتوسط. في عام 1948، أجبرت النكبة عائلتها على الهجرة إلى سوريا، بسبب المجازر والدمار الذي لحق بالشعب الفلسطيني.

### التعليم والمهجر
حصلت سهام على شهادة البكالوريا في سوريا. في عام 1965، انتقلت إلى الكويت وعملت هناك في فترة السبعينيات والثمانينيات. خلال هذه الفترة، كانت ناشطة في خدمة أبناء شعبها وقضيتها من خلال جمعية الهلال الأحمر الفلسطيني والاتحاد العام للمرأة الفلسطينية.

### الأنشطة والمناصب
في الكويت، شغلت سهام منصب عضو المجلس الإداري ورئاسة فرع الاتحاد العام للمرأة الفلسطينية. كانت معروفة بدعمها الكبير للشباب والشابات الفلسطينيين وبنشاطها في التراث الفلسطيني، وانضمت مبكرًا إلى حركة فتح.

### الانتقال إلى الأردن
في عام 1991، انتقلت إلى الأردن حيث أصبحت نائبة لرئيسة جمعية التراث الفلسطيني ثم تولت رئاسة الجمعية.

## الوفاة
في 2 يونيو 2019، توفيت سهام الدباغ بعد حياة مليئة بالنضال والتضحية، نعتها الدكتورة آمال حمد، وزيرة شؤون المرأة الفلسطينية، مؤكدة أن رحيلها خسارة كبيرة للمرأة الفلسطينية ولكل من عرفها.